# Ödön Nádas
Ödön Nádas (Budapest, 12 settembre 1891 – 9 ottobre 1951) è stato un calciatore e allenatore di calcio ungherese.